# Fârțănești
Fârțănești es una comuna ubicada en el distrito de Galați, Rumania.

## Superficie
Posee una superficie de 88,61 kilómetros cuadrados.

## Demografía
Hasta 2021 la población era de 4911 habitantes, con una densidad de población de 55,42 habitantes por kilómetro cuadrado.